# Eden (Cumbria)
Eden è stato un distretto della Cumbria, in Inghilterra nel Regno Unito, con sede a Penrith, nella zona del Lake District.
Il distretto fu creato con il Local Government Act 1972, il 1º aprile 1974 dalla fusione del distretto urbano di Penrith con il distretto rurale di Alston with Garrigill e il distretto rurale di Penrith del Cumberland e con il borough di Appleby, parte del distretto urbano di Lakes e il distretto rurale di North Westmorland del Westmorland.
Nel luglio 2021 il Ministero per l'Abitazione, le Comunità ed il Governo Locale annunciò che nell'aprile 2023 la Cumbria sarebbe stata riorganizzata in due autorità unitarie. Il 1º aprile 2023 venne pertanto abolito il consiglio del distretto di Eden e le sue funzioni vennero trasferite alla nuova autorità unitaria di Westmorland and Furness, che comprende anche gli ex distretti di Barrow-in-Furness e South Lakeland.

## Parrocchie civili
Le parrocchie, che non coprivano l'area del capoluogo, erano:
- Ainstable
- Alston Moor
- Appleby-in-Westmorland (città)
- Asby
- Askham
- Bampton
- Barton and Pooley Bridge
- Bolton
- Brough
- Brougham
- Brough Sowerby
- Castle Sowerby
- Catterlen
- Cliburn
- Clifton
- Colby
- Crackenthorpe
- Crosby Garrett
- Crosby Ravensworth
- Culgaith
- Dacre
- Dufton
- Glassonby
- Great Salkeld
- Great Strickland
- Greystoke
- Hartley
- Helbeck
- Hesket
- Hoff
- Hunsonby
- Hutton
- Kaber
- King's Meaburn
- Kirkby Stephen (città)
- Kirkby Thore
- Kirkoswald
- Langwathby
- Lazonby
- Little Strickland
- Long Marton
- Lowther
- Mallerstang
- Martindale
- Matterdale
- Melmerby
- Milburn
- Morland
- Mungrisdale
- Murton
- Musgrave
- Nateby
- Newbiggin
- Newby
- Ormside
- Orton
- Ousby
- Patterdale
- Penrith (città)
- Ravenstonedale
- Shap
- Shap Rural
- Skelton
- Sleagill
- Sockbridge and Tirril
- Soulby
- Stainmore
- Tebay
- Temple Sowerby
- Threlkeld
- Waitby
- Warcop
- Wharton
- Winton
- Yanwath and Eamont Bridge